# Bagni di Zeusippo

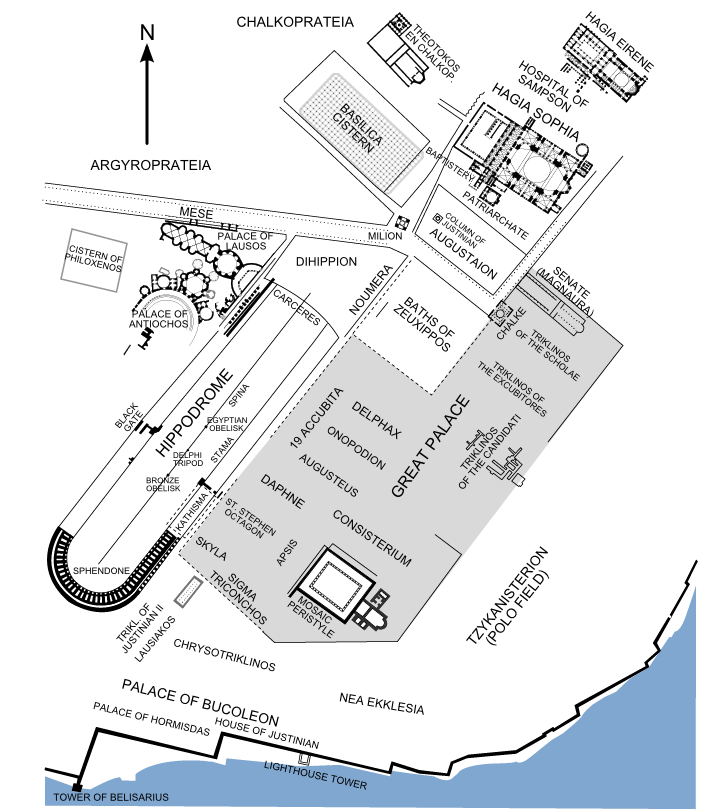
Mappa che mostra l'Ippodromo e la sona del Palazzo, vicina ai bagni di Zeusippo.

I bagni di Zeusippo erano bagni pubblici popolari nella città di Costantinopoli, la capitale dell'Impero bizantino. Furono costruiti tra il 100 e il 200, distrutti dalla rivolta di Nika del 532 e poi ricostruiti diversi anni dopo. Furono così chiamati perché furono costruiti sul sito dove precedentemente esisteva un tempio di Zeus. Furono costruiti circa 500 metri a sud dei molto più antichi bagni di Achille della precedente Acropoli greca di Bisanzio. Le terme erano famose soprattutto per le molte statue che erano state costruite all'interno, e per i personaggi famosi che ognuna di esse rappresentava. Tuttavia, furono poi utilizzati per scopi militari, durante il VII secolo. Gli scavi del sito e delle terme furono fatti nel 1928.

## Descrizione
Le terme originali, che furono fondate e costruite da Settimio Severo, e decorate sotto Costantino I erano ornate da numerosi mosaici e oltre ottanta statue, per lo più quelle di personaggi storici, con Omero, Esiodo, Platone, Aristotele, Giulio Cesare, Demostene, Eschine e Virgilio tra tutti, oltre alle figure di dei ed eroi mitologici. Queste statue furono prese da vari luoghi del mondo, comprese regioni come l'Asia e le zone circostanti, Roma, la Grecia e l'Asia Minore. Le Terme seguirono infatti una tendenza dell'architettura del periodo; luoghi come il Palazzo del Senato o il Palazzo di Lauso erano tutti adornati con statue simili, di eroi (mitologici e non), figure storiche, e persone potenti, diventando parte di una forma contemporanea di architettura artistica.
Per una tassa relativamente piccola, l'ingresso al complesso dei bagni poteva essere ottenuto da qualsiasi membro del pubblico in generale. Mentre l'area era ovviamente utilizzata principalmente per i bagni pubblici, si poteva fare esercizio e godere di una varietà di attività ricreative. Gli assistenti erano pagati per sorvegliare queste attività e gli avvenimenti del complesso, facendo rispettare gli orari di apertura e chiusura e le regole di condotta. Uomini e donne non erano autorizzati a fare il bagno insieme; avrebbero dovuto essere in bagni separati, o fare il bagno in momenti diversi della giornata.
La popolarità dei bagni di Zeusippo era molto grande tra i cittadini, nonostante i numerosi bagni che erano stati disponibili per l'accesso pubblico all'epoca a Costantinopoli, e quindi la grande concorrenza che esisteva in quella zona commerciale. Anche il clero e i monaci vi erano visti, nonostante l'insistenza dei loro superiori che i bagni erano luoghi di comportamento empio.

## Distruzione e uso successivo
Come risultato della rivolta di Nika del 532, che rappresentò la peggiore rivolta che Costantinopoli avesse visto all'epoca, e che lasciò metà della città in rovina e migliaia di persone morte, i bagni originali di Zeusippo furono distrutti in un incendio. Mentre Giustiniano si attivò per ricostruire i bagni, non poté ricreare o restaurare le statue o le antichità che erano andate perse nel 532.
Poco dopo, tuttavia, all'inizio del VII secolo, come risultato dell'estrema pressione militare e politica sull'Impero bizantino, i bagni pubblici passarono dall'essere un lusso comune ad uno raro e poco frequente, e molte strutture e luoghi pubblici iniziarono ad essere utilizzati per gli austeri scopi militari. Sono attestati per l'ultima volta come utilizzati come bagni nel 713, prima di essere convertiti ad altri usi: parte dell'edificio divenne la prigione nota come Noumera, mentre un'altra parte sembra essere stata utilizzata come laboratorio di seta.
Quasi mille anni dopo, nel 1556, l'architetto ottomano Mimar Sinan costruì l'Haseki Hürrem Sultan Hamamı sullo stesso terreno. Più tardi ancora, nel 1927-1928, furono fatti degli scavi nel sito, e furono recuperate molte reliquie storiche, come vasellame di terracotta e ceramica smaltata, dando una visione unica dei progetti architettonici e degli interessi sociali del popolo e della cultura di Costantinopoli a quel tempo.
Il più particolare degli oggetti trovati nel sito erano due statue che erano iscritte con le parole Hekabe e Aeschenes sulle loro basi, dando origine alla teoria che racconta di come Cristodoro di Copto abbia effettivamente scritto i sei epigrammi sulle numerose statue delle Terme, e prestando ulteriore plausibilità agli scritti sia di Zonara che di Leonzio.